# Eleições parlamentares europeias de 1994 (Bélgica)
As eleições parlamentares europeias de 1994 na Bélgica, realizadas a 12 de Junho, serviram para eleger a delegação do país para o Parlamento Europeu. O colégio eleitoral flamengo elegeu 14 membros, o colégio eleitoral francês elegeu 10 membros e o colégio eleitoral alemão elegeu 1 membro.

## Resultados Nacionais

### Colégio Alemão
| Partido | Partido                          | Votos  | %               | Deputados |
| ------- | -------------------------------- | ------ | --------------- | --------- |
|         | Partido Social Cristão           | 11 999 | 31,29 / 100,00  | 1 / 1     |
|         | Partido da Liberdade e Progresso | 7 690  | 20,06 / 100,00  | 0 / 1     |
|         | Partidos Belgas Germanófonos     | 5 945  | 15,51 / 100,00  | 0 / 1     |
|         | Ecolo                            | 5 714  | 14,90 / 100,00  | 0 / 1     |
|         | Partido Socialista               | 4 820  | 12,57 / 100,00  | 0 / 1     |
|         | Juropa                           | 1 969  | 5,14 / 100,00   | 0 / 1     |
|         | Outros                           | 205    | 0,53 / 100,00   | 0 / 1     |
| Total   | Total                            | 38 342 | 100,00 / 100,00 | 1 / 1     |

### Colégio Flamengo
| Partido | Partido                         | Votos     | %               | +/-  | Deputados | +/-     |
| ------- | ------------------------------- | --------- | --------------- | ---- | --------- | ------- |
|         | Democratas-Cristãos e Flamengos | 1 013 266 | 27,43 / 100,00  | 6,65 | 4 / 14    | 1       |
|         | Liberais e Democratas Flamengos | 678 421   | 18,36 / 100,00  | 1,26 | 3 / 14    | 1       |
|         | Partido Socialista              | 651 371   | 17,63 / 100,00  | 2,41 | 3 / 14    | Estável |
|         | Vlaams Blok                     | 463 919   | 12,56 / 100,00  | 5,97 | 2 / 14    | 1       |
|         | Agalev                          | 396 198   | 10,73 / 100,00  | 1,47 | 1 / 14    | Estável |
|         | União Popular                   | 262 043   | 7,09 / 100,00   | 1,61 | 1 / 14    | Estável |
|         | Waardig Ouder Worden            | 127 504   | 3,45 / 100,00   | Novo | 0 / 14    | Novo    |
|         | Outros                          | 101 427   | 2,75 / 100,00   |      | 0 / 14    |         |
| Total   | Total                           | 3 694 149 | 100,00 / 100,00 |      | 14 / 14   | 1       |

### Colégio Francês
| Partido | Partido                | Votos     | %               | +/-  | Deputados | +/-     |
| ------- | ---------------------- | --------- | --------------- | ---- | --------- | ------- |
|         | Partido Socialista     | 680 142   | 30,44 / 100,00  | 7,69 | 3 / 10    | 2       |
|         | PRL-FDF                | 541 724   | 24,25 / 100,00  | 1,52 | 3 / 10    | 1       |
|         | Partido Social Cristão | 420 198   | 18,81 / 100,00  | 2,47 | 2 / 10    | Estável |
|         | Ecolo                  | 290 859   | 13,02 / 100,00  | 3,54 | 1 / 10    | 1       |
|         | Frente Nacional        | 175 732   | 7,87 / 100,00   | Novo | 1 / 10    | Novo    |
|         | Outros                 | 125 609   | 5,62 / 100,00   |      | 0 / 10    |         |
| Total   | Total                  | 2 234 264 | 100,00 / 100,00 |      | 10 / 10   | 1       |